# Rue du Professeur-Jean-Martin
La rue du Professeur-Jean-Martin (en occitan : carrièra del Professor Joan Martin) est une voie de Toulouse, chef-lieu de la région Occitanie, dans le Midi de la France.

## Situation et accès

### Description
La rue du Professeur-Jean-Martin est une voie publique. Elle se trouve dans le quartier de Guilheméry.
La chaussée compte une seule voie de circulation automobile, de la rue de la Providence à la rue Jean-Micoud. Elle appartient à une zone 30 et la vitesse y est limitée à 30 km/h. Il n'existe en revanche ni bande, ni piste cyclable.

### Voies rencontrées
La rue du Professeur-Jean-Martin rencontre les voies suivantes, du sud au nord (« g » indique que la rue se situe à gauche, « d » à droite) :
1. Rue Jean-Micoud
2. Rue Blaise-Pascal (d)
3. Rue de la Providence

## Odonymie
Au XVIIIe siècle, la rue du Professeur-Jean-Martin est une partie du chemin de Griffoulet (actuelles rue Jean-Micoud et du Professeur-Jean-Martin, côté nord de la place Marius-Pinel, partie de la rue Galilée et rue Labat-de-Savignac), reliant la route de Castres (actuelle avenue Camille-Pujol) au  chemin de la Colombette (actuelle avenue de la Gloire) en serpentant sur le coteau de Guilheméry. Le nom de « Griffoulet » s'est d'ailleurs conservé pour une rue voisine. L'origine lui en vient des nombreuses sources qui, descendant du coteau, alimentaient un petit « griffoul » (grifol, « fontaine publique » en occitan, d'où le diminutif grifolet) dont l'aqueduc souterrain menait ensuite les eaux jusqu'à la fontaine de la place Saint-Étienne.
En 1935, la première partie du chemin de Griffoulet, à l'ouest de la place Marius-Pinel, était renommée en hommage à Jean Martin (1877-1935). Résidant place Saint-Sernin (actuel no 4), il est professeur de médecine à la faculté de médecine de Toulouse, mort en service. Dans le même temps, la deuxième partie du chemin, au nord de la place Marius-Pinel, recevait le nom de Labat-de-Savignac.

## Patrimoine et lieux d'intérêt

### Maisons
- no  8 : maison (deuxième quart du XXe siècle)[5].
- no  16 : maison toulousaine (deuxième moitié du XIXe siècle)[6].
- no  16 : maison (deuxième quart du XXe siècle)[7].

### Jardin Sacarin
Le jardin Sacarin occupe une superficie de 4 762 m2, limitée à l'ouest par la rue Jean-Micoud, au sud par la rue du Professeur-Jean-Martin, et au nord par la rue Firmin-Larroque. Son nom rappelle la présence d'une métairie et du domaine agricole de Sacarin, qui se trouvait à l'emplacement de l'actuel jardin). Il compte une aire de jeux pour enfants.